# Trois poèmes de la jungle
Les Trois poèmes de la jungle op. 18 sont un cycle de trois mélodies avec orchestre et la première œuvre de Charles Koechlin composée à partir du Livre de la jungle de Rudyard Kipling, traduit en français par Robert d'Humières et Louis Fabulet, de 1899 à 1904.
Les Trois poèmes de la jungle sont présentés en première audition publique à Paris, au Théâtre du Vieux-Colombier, le 26 novembre 1917, interprétés par Mme Albane Filliat, MM. Émile Engel, Gouget Laisné et les chœurs dirigés par le compositeur.
La première audition publique du Livre de la jungle a lieu le 19 décembre 1946 à Bruxelles, sous la direction de Franz André. Une seconde exécution, à Paris, a lieu au théâtre des Champs-Élysées en 1948 sous la direction de Roger Désormière.

## Composition
Découvrant la traduction française du Livre de la jungle par Robert d'Humières et Louis Fabulet, en 1899, Charles Koechlin s'enthousiasme pour l'œuvre de Kipling, qui « présente d'intimes correspondances avec sa propre philosophie ». Il obtient l'autorisation d'utiliser cette traduction, et entreprend de composer les Trois poèmes de la jungle, op. 18, la Berceuse phoque, la Chanson de nuit dans la jungle et le Chant de Kala Nag.
La composition de ce cycle de mélodies avec orchestre s'étend sur plusieurs années, de 1899 à 1901 pour la composition et en 1903 et 1904 pour l'achèvement de l'orchestration,.
La partition est publiée à titre privée par Koechlin en 1905, puis par Philippo.

## Création
Le premier des Trois poèmes de la jungle op. 18, Berceuse phoque, est créé le 11 mars 1908 à Paris au Théâtre des Arts, par Jane Hatto avec Koechlin, puis redonné par Jane Bathori le 7 mai 1908.
La première audition publique du cycle complet des trois mélodies est donnée le 26 novembre 1917 au Théâtre du Vieux-Colombier, par Mme Albane Filliat, MM. Émile Engel, Gouget Laisné et les chœurs dirigés par le compositeur.
Les Trois poèmes de la jungle sont ensuite interprétés lors de la création de La Course de printemps op. 95, salle Pleyel, lors d'un « Festival Charles Koechlin », le 29 novembre 1932,  avec l'Orchestre symphonique de Paris sous la direction de Roger Désormière,. Le public et la critique « sont unanimes à louer la beauté des Trois poèmes et le bonheur orchestral de La Course de printemps ». Albert Roussel, Darius Milhaud et Paul Collaer expriment leur admiration pour ces deux œuvres.
La première audition publique du Livre de la jungle de Charles Koechlin a lieu le 19 décembre 1946 à Bruxelles, par l'orchestre de l'INR, sous la direction de Franz André. Une seconde exécution, à Paris, a lieu au théâtre des Champs-Élysées le 15 avril 1948 sous la direction de Roger Désormière : « les auditeurs, fascinés, découvrent alors l'œuvre dans toute sa splendeur ».

## Présentation
Les Trois poèmes de la jungle de Charles Koechlin reprennent trois poèmes de Kipling :
1. « Berceuse phoque ». Andante con moto ( = 64 à 75) à 
 pour soprano ou mezzo-soprano, chœur de femmes (sopranos, altos) et piano ou orchestre avec piano ;
2. « Chanson de nuit dans la jungle ». Allegro moderato con moto ( = 100) à 
 pour contralto, baryton, chœur de femmes (sopranos, altos) et piano ou orchestre ;
3. « Chant de Kala Nag ». Très lent (un peu plus lent que  = 60) à 
 pour ténor, chœur d'hommes (ténors) et piano ou orchestre.

La durée d'exécution pour l'ensemble du cycle est d'environ 16 min.

## Analyse
Charles Koechlin s'est exprimé sur l'œuvre dans son ensemble : 

« Il y a là un sentiment de la nature, une jeunesse, une santé, une force de vie étonnante dont le rayonnement se fait sentir jusqu'à l'âme de celui qui lit (et comprend) ce livre. Mais il faut aimer les bêtes, les arbres, la nature enfin, et la forêt vierge, et c'est pourquoi, sans doute, beaucoup de citadins n'ont pas aimé ce livre admirable. Inutile de dire que ma musique ne s'adresse qu'aux admirateurs du livre. »

Koechlin illustre certains aspects de l'orchestration avec des extraits de la Berceuse phoque, dans son Traité de l'orchestration, pour l'emploi du piano dans l'orchestre.
En 1960, Paul Pittion loue « l'imagination du compositeur, son beau talent dominé par la recherche de l'expression vraie, son langage neuf et souple détaché de tout système, qui utilise la tonalité la plus affirmée aussi bien que la polytonalité la plus mouvante » en citant les premières mesures du Chant de la nuit dans la jungle.

### Ouvrages généraux
- Charles Koechlin, Traité de l'orchestration, vol. IV, Paris, Éditions Max Eschig, 1959, 411 p. (BNF 39725857).
- Paul Pittion, La musique et son histoire : de Beethoven à nos jours, t. II, Paris, Éditions Ouvrières, 1960, 574 p. (BNF 33137562).

### Monographies
- Aude Caillet, Charles Koechlin : L'Art de la liberté, Anglet, Séguier, coll. « Carré Musique » (no 10), 2001, 214 p. (ISBN 2-84049-255-5).
- Robert Orledge, Charles Koechlin (1867-1950) His Life and Works, Harwood Academic Publishers, 1989, 457 p. (ISBN 3-7186-4898-9).